# Жан-П'єр Фрьолі
Жан-П'єр Фрьолі (нім. Jean-Pierre Froehly) — німецький музикант та дипломат. Спеціальний представник ФРН з питань України (з 2020). Джаз-гітарист.

## Життєпис
Він родом з Фрайбурга, Південна Німеччина. Його батько Ельзас та мати Вестфанія із Швейцарії.
Перше визнання отримав як учасник «jAAzz», джазового оркестру Міністерства закордонних справ Німеччини, що об'єднує німецьких урядових чиновників та музикантів Берлінської джазової сцени. 
За час перебування в Україні реалізував ряд власних проектів та швидко став постійним учасником численних українських джазових фестивалів., особливо з його тріо, серед яких піаніст Олексій Боголюбов та флейтист Володимир Зінковський, з якими він записав один із своїх трьох альбомів («Тріо в Чернівцях»). Натхненний видатною роботою покійного угорсько-американського гітариста Аттіли Цоллера та звучанням, популярним у німецькій джазовій сцені 60-х років, Жан-П'єр хоче внести свій особистий внесок у музику. Його останній проект звукозапису, призначений для міжнародної аудиторії, «Четверо в Берліні», був реалізований у квітні 2009 року разом з Доном Фрідменом, Вольфганом Лакершмідом та Хендріком Мюркенсом.
Працював в Посольстві ФРН в Україні на посадах: аташе з питань культури; керівника відділу культури, освіти і меншин; радника; другого секретаря; першого секретаря..